# Referendum nel Regno Unito del 2011
Il referendum elettorale britannico del 2011 è un referendum che si è tenuto nel Regno Unito il 5 maggio 2011 a proposito del sistema elettorale della Camera dei Comuni.
La questione posta agli elettori riguardava la possibilità di cambiare il sistema al momento in vigore (il first-past-the-post,  maggioritario uninominale a turno unico) con il voto alternativo (AV).
Il referendum è stato fissato in seguito all'accordo di coalizione tra il Partito Conservatore e i Liberal Democratici, stilato a seguito delle elezioni generali del 2010. La proposta di referendum è stata portata in Parlamento nel luglio 2010 ed è stata poi approvata il 16 febbraio 2011, con un'apposita legge. Questa è stata la seconda volta che un referendum si è svolto in tutto il Regno Unito; il primo, tenutosi nel 1975, era stato il referendum sulla permanenza del Regno Unito nelle Comunità europee. Quello del 2011, tuttavia, è stato il primo referendum non puramente consultivo: si è trattato infatti di una consultazione post-elettorale, che ha legato il governo al risultato popolare.
Il referendum si è svolto giovedì 5 maggio 2011, ed hanno potuto votare tutti gli elettori parlamentari registrati (cioè i cittadini britannici, irlandesi e del Commonwealth risiedenti nel Regno Unito, e i cittadini britannici risiedenti all'estero) con età maggiore o uguale a 18 anni nel giorno della votazione. Anche se non sono elettori parlamentari, i membri della Camera dei Lord che sono elettori alle elezioni locali o al Parlamento europeo, hanno avuto diritto di voto al referendum.
L'affluenza alle urne è stata del 42,2% e la maggioranza degli elettori (il 67,9%) ha votato contro il cambiamento del sistema di elezione del Parlamento.

## Risultati
In accordo con la Commissione Elettorale, i voti sono stati conteggiati in 440 aree locali sparse nel Regno Unito. Ad eccezione dell'Irlanda del Nord, i risultati sono stati comunicati a dodici aree di conteggio regionale, che hanno poi unito i dati per annunciarli a livello nazionale. La Scozia ed il Galles sono stati classificati come singola area di conteggio, pertanto i voti in queste zone sono stati conteggiati e dichiarati localmente all'interno dei confini delle circoscrizioni parlamentari scozzesi e gallesi, prima che i risultati fossero dichiarati a livello nazionale. In Inghilterra i voti sono stati contati e dichiarati localmente a livello di distretto, e i risultati sono stati passati alle altre nove aree di conteggio regionale. I risultati nazionali per l'intero Regno Unito sono stati annunciati alla Platinum Suite del ExCeL London dal Presidente dell'Ufficio di Conteggio (CCO) Jenny Watson, all'una del mattino di sabato 7 maggio 2011, dopo che tutte le regioni avevano comunicato i loro risultati parzialis.
Prima degli ultimi risultati dell'Irlanda del Nord, il risultato fu confermato come "No", dato che era matematicamente impossibile che il numero di "Sì" potesse oramai superare i voti contrari.

### Risultati per regione
| Regione              | Affluenza | No        | Sì      | No %  | Sì %  |
| -------------------- | --------- | --------- | ------- | ----- | ----- |
| Midlands Orientali   | 42,77     | 1.013.864 | 408.877 | 71,26 | 28,74 |
| Est dell'Inghilterra | 43,15     | 1.298.004 | 530.140 | 71,00 | 29,00 |
| Grande Londra        | 35,37     | 1.123.480 | 734.427 | 60,47 | 39,53 |
| Nord Est             | 38,73     | 546.138   | 212.951 | 71,95 | 28,05 |
| Nord Ovest           | 39,10     | 1.416.201 | 613.249 | 69,78 | 30,22 |
| Irlanda del Nord     | 55,8      | 372.706   | 289.088 | 56,32 | 43,68 |
| Scozia               | 50,74     | 1.249.375 | 713.813 | 63,64 | 36,36 |
| Sud Est              | 44,31     | 1.951.793 | 823.793 | 70,32 | 29,68 |
| Sud Ovest            | 44,6      | 1.225.305 | 564.541 | 68,46 | 31,54 |
| Galles               | 41,74     | 616.307   | 325.349 | 65,45 | 34,55 |
| Midlands Occidentali | 39,82     | 1.157.772 | 461.847 | 71,48 | 28,52 |
| Yorkshire e Humber   | 39,92     | 1.042.178 | 474.532 | 68,71 | 31,29 |